# Cyva
Cyva Ribeiro de Sá Leite (Ibirataia, 18 de março de 1938 – Rio de Janeiro, 22 de outubro de 2023) foi uma cantora brasileira de MPB, formada em Letras pela Faculdade de Filosofia e Ciências Humanas da Universidade Federal da Bahia (FFCH). É irmã das cantoras Cynara, Cybele, e Cylene.

## Discografia
- Falando de Amor Pra Vinicius
- Vinicius de Moraes
- Somos Todos Iguais
- Gil & Caetano em Cy
- O Melhor do Quarteto em Cy
- Amigos em Cy
- Bate-boca
- Brasil em Cy
- Tempo e Artista
- Trinta Anos
- Vinicius em Cy
- Bossa em Cy
- Chico em Cy